# Faculté des sciences et techniques d'Errachidia
La Faculté des Sciences et Techniques d'Errachidia est l'une des facultés des Sciences et Techniques (FST) qui se trouve au nord de la province d'Errachidia. C'est un établissement universitaire à caractère scientifique et technique, La FST est destinée à s'intégrer dans le pôle technologique et industriel de la région pour être une pépinière de techniciens et de cadres de haut niveau capables de servir de courroie de transmission entre le technicien supérieur et l'ingénieur concepteur.

## Établissement

### Départements
- Biologie
- Chimie
- Géologie
- Mathématiques
- Informatique
- Physique
- Cellules de langues

## Cursus

### Tronc Commun
- Biologie Chimie et Géologie (BCG)
- Mathématiques Informatique et Physique (MIP)

### Licences Sciences et Techniques (LST)
- Géosciences Appliquées (GA)
- Biologie Vegetale Appliquée (BVA)
- Chimie appliquée (CA)
- Génie Logiciel (GL)
- Science de l’Ingénieur (SI)
- Mathématiques appliquées (MA)
- Energies Renouvelables (ER)

### Masters en Sciences et Techniques (MST)
- Master en Géoressources, Patrimoine et Géoenvironnement (GEOPEN)
- Master en Santé Humaine et Ressources Naturelles Oasiennes (SHRNO)
- Master en Système d’information Décisionnels et Imagerie (SIDI)
- Master en Ingénierie Logiciel et Systèmes d’Information (ISLI)
- Master en Ingénierie d’Informatique Industrielle et d’Instrumentation (3I)
- Master en Electronique et Système Embarqué (ESE)
- Master en Technologies Solaires et Développement Durable (TSDD)
- Master en Valorisation des Ressources Minérales (VARMIN)
- Master en Analyse Mathématique et Applications (AMA)
- Master en Mathématiques Appliquées et Epidémiologie (MAE)

### Filières Ingénieur d'Etat (FI)
- Filière d’ingénieur en Génie de l’Eau et de l’environnement (GEE)